# Dutch International 2010
Die Dutch International 2010 im Badminton fanden vom 8. bis zum 11. April 2010 in Wateringen statt. Es war die 11. Austragung der Titelkämpfe.

## Sieger und Platzierte
| Disziplin    | Gold                                     | Silber                             | Bronze                               |
| ------------ | ---------------------------------------- | ---------------------------------- | ------------------------------------ |
| Herreneinzel | Rune Ulsing                              | Scott Evans                        | Kasper Ipsen                         |
| Herreneinzel | Rune Ulsing                              | Scott Evans                        | Lester Oey                           |
| Dameneinzel  | Karina Jørgensen                         | Chloe Magee                        | Anastasia Prokopenko                 |
| Dameneinzel  | Karina Jørgensen                         | Chloe Magee                        | Anita Raj Kaur                       |
| Herrendoppel | Mads Conrad-Petersen Mads Pieler Kolding | Mikkel Elbjørn Christian Skovgaard | Rasmus Bonde Simon Mollyhus          |
| Herrendoppel | Mads Conrad-Petersen Mads Pieler Kolding | Mikkel Elbjørn Christian Skovgaard | Andrew Ellis Dean George             |
| Damendoppel  | Samantha Barning Eefje Muskens           | Maria Helsbøl Anne Skelbæk         | Caroline Harvey Carissa Turner       |
| Damendoppel  | Samantha Barning Eefje Muskens           | Maria Helsbøl Anne Skelbæk         | Steffi Annys Séverine Corvilain      |
| Mixed        | Anders Skaarup Rasmussen Anne Skelbæk    | Christian Skovgaard Julie Houmann  | Andrej Ashmarin Anastasia Prokopenko |
| Mixed        | Anders Skaarup Rasmussen Anne Skelbæk    | Christian Skovgaard Julie Houmann  | Dave Khodabux Samantha Barning       |

## Finalergebnisse
| Disziplin    | Sieger                                   | Finalist                           | Ergebnis            |
| ------------ | ---------------------------------------- | ---------------------------------- | ------------------- |
| Herreneinzel | Rune Ulsing                              | Scott Evans                        | 23-21, 22-20        |
| Dameneinzel  | Karina Jørgensen                         | Chloe Magee                        | 20-22, 21-14, 21-12 |
| Herrendoppel | Mads Conrad-Petersen Mads Pieler Kolding | Mikkel Elbjørn Christian Skovgaard | 21-17, 21-14        |
| Damendoppel  | Samantha Barning Eefje Muskens           | Maria Helsbøl Anne Skelbæk         | 21-8, 21-18         |
| Mixed        | Anders Skaarup Rasmussen Anne Skelbæk    | Christian Skovgaard Julie Houmann  | 21-17, 21-12        |